# Hirtella silicea
Hirtella silicea är en tvåhjärtbladig växtart som beskrevs av August Heinrich Rudolf Grisebach. Hirtella silicea ingår i släktet Hirtella och familjen Chrysobalanaceae. Inga underarter finns listade i Catalogue of Life.